# Égothèle de Bennett
Aegotheles bennettii
Espèce
Statut de conservation UICN

 LC  : Préoccupation mineure
L'Égothèle de Bennett (Aegotheles bennettii) est une espèce d'oiseaux de la famille des Aegothelidae.

## Répartition
Cette espèce vit en Nouvelle-Guinée.